# Thư viện Công cộng San José
Thư viện Công cộng San José (còn được gọi Thư viện Cộng đồng San José; tiếng Anh: San José Public Library, viết tắt SJPL) là hệ thống thư viện công cộng của thành phố San José, California, Hoa Kỳ. Với hơn 44.100 mét vuông (475.000 foot vuông) và trữ lượng hơn 1,6 triệu quyển, Thư viện Tiến sĩ Martin Luther King, Jr., là thư viện chính của hệ thống cũng như của trường Đại học Tiểu bang San José.
Hệ thống cũng có 21 chi nhánh hàng xóm (trong số đó có 17 đang mở cửa), bao gồm Thư viện Mỹ Latinh (Biblioteca Latinoamericana) chuyên môn về các tác phẩm tiếng Tây Ban Nha. Được mở cửa năm 1908, Chi nhánh Thư viện Carnegie tại Đông San Jose, là thư viện Carnegie cuối cùng tại Quận Santa Clara vẫn còn là thư viện công cộng.